# Club Bádminton Xátiva
El Club Bádminton Xátiva (actualmente y por motivos de patrocinio Xátiva-Valencia Terra i Mar) es  un club de bádminton español, de la ciudad de Játiva (Valencia), en la Comunidad Valenciana. Actualmente compite en División de Honor, máxima categoría nacional. Se trata de uno de los clubes de bádminton con más tradición país, ya que ha disputado todas las ediciones de la actual División de Honor desde su  creación. Vivió su mejor época a finales de los años 90 y principios de los 2000, en los que anualmente disputaba el título al poderoso CB Alicante. Años después, en la temporada 2007/08, consiguió llegar nuevamente a la final, siendo vencidos en esa ocasión por el CB Rinconada. En la temporada 2012/13 en la que el Recreativo de Huelva-IES La Orden, ganó su primer campeonato, el CB Xátiva finalizó en la séptima posición tras quedar cuarto en liga regular, logrando la salvación tras un ajustado playoff frente al Ibiza BC.